# Język kalam
Język kalam, także: aforo, karam – język transnowogwinejski używany w prowincjach Madang i Western Highlands w Papui-Nowej Gwinei. Według danych z 1991 roku posługuje się nim 15 tys. osób.
Obejmuje dwie grupy dialektalne: etp i ti. Występuje w nim rozbudowany rejestr pandanowy. 
Został dobrze opisany (poświęcono mu zbiór opracowań gramatycznych i leksykograficznych). Do dokumentacji tego języka przyczynili się m.in. Andrew Pawley i Ralph Bulmer.